# Przekładnia cięgnowa
Przekładnia cięgnowa – przekładnia mechaniczna, w której fizyczny kontakt pomiędzy członem napędzającym i napędzanym odbywa się za pośrednictwem cięgna. Dzięki temu człony przekładni mogą być oddalone od siebie na duże odległości nawet do 15 metrów. Pozwala to także na zastosowanie bardziej swobodnej geometrii przekładni. Przekładnie cięgnowe charakteryzują się także możliwością przenoszenia dużych mocy (do 1500 kW w przekładniach pasowych do 3500 kW w przekładniach łańcuchowych).
Przekładnie cięgnowe dzielą się na:
- przekładnie pasowe
- przekładnie linowe
- przekładnie łańcuchowe.